# Sillago vittata
Sillago vittata är en fiskart som beskrevs av Mckay, 1985. Sillago vittata ingår i släktet Sillago och familjen Sillaginidae. Inga underarter finns listade i Catalogue of Life.